# Uniform Resource Name
Ein Uniform Resource Name (URN; deutsch „Einheitlicher Ressourcenname“) ist ein Uniform Resource Identifier (URI) mit dem Schema urn, der als dauerhafter, ortsunabhängiger Bezeichner für eine Ressource dient. Anders gesagt werden URNs dazu benutzt, Ressourcen eindeutige und dauerhaft gültige Namen zu geben, um sie somit eindeutig identifizieren zu können. Eine Ressource kann dabei alles sein, was sich irgendwie eindeutig beschreiben lässt – also auch sehr abstrakte oder nicht greifbare Dinge (wie beispielsweise eine Weltanschauung, ein Konzept oder eine gemessene Strahlung), aber auch konkrete Dinge wie beispielsweise ein bestimmtes Buch.

## Aufbau
URNs sind URIs mit dem Schema urn. Der Schema-spezifische Teil des URIs ist weiter in Namensräume (NIDs, Namespace IDentifiers) untergliedert:
- urn:<NID>:<NID-spezifischer Teil>

Ein Beispiel hierfür ist die folgende URN
- urn:ISBN:3-8273-7019-1

welche das Buch „Moderne Betriebssysteme“ von Andrew S. Tanenbaum in der 2. überarbeiteten Auflage eindeutig über seine ISBN identifiziert.
Einige Namensräume sind in weitere Unter-Namensräume gegliedert (z. B. urn:mpeg:mpeg7:schema:2001). Die Vergabe von Bezeichnern in einem Namensraum oder einem Teil eines Namensraums kann hierbei delegiert werden.
Ein URN kann hierbei – abhängig vom Namensraum – entweder ein völlig neuer Bezeichner oder ein bereits durch andere Mechanismen vergebener Bezeichner wie eine ISBN oder ISSN sein.
Eine vollständige Liste der definierten Namensräume stellt die Internet Assigned Numbers Authority (IANA) im Netz bereit.

### Beispiel: Deutsche Nationalbibliothek
Die Deutsche Nationalbibliothek gibt folgende Muster vor:
Für Bibliotheken, die einem Bibliotheksverbund angehören, ist der folgende Aufbau von URNs verbreitet:
- urn:nbn:de:[Verbundabkürzung]:[Bibliothekssigel]-[eindeutige Nummer][Prüfziffer]

Bibliotheken/Institutionen/Verlage außerhalb der Bibliotheksverbünde generieren URNs in der Regel mit folgender Struktur:
- urn:nbn:de:[vierstelliger numerischer Code]-[eindeutige Nummer][Prüfziffer]

Der eigene Unternamensraum der Deutsche Nationalbibliothek ist 101:1, auf ihn verweisende URNs haben die Struktur:
- urn:nbn:de:101:1-[eindeutige Produktionsnummer][Prüfziffer]

„Bei der Ablieferung von sammelpflichtigen Netzpublikationen an die Deutsche Nationalbibliothek bietet diese als zusätzlichen Service die Vergabe von urn:nbn:de als Persistent Identifier an. Im Ablieferungsprozess erhalten alle eingehenden Objekte eine URN. Die Vergabe dieser URNs erfolgt in der Regel automatisch durch die Deutsche Nationalbibliothek selbst aus einem eigenen Unternamensraum (urn:nbn:de:101:1).“

## Verwendung und Vergleich mit URLs
Während URLs dazu gedacht sind, den Ort, an dem sich eine Ressource befindet, eindeutig zu beschreiben (die Ressource zu lokalisieren), ist es der Zweck von URNs, der Ressource (und nur dieser) einen weltweit eindeutigen Namen zu geben und sie somit über ihre gesamte Lebensdauer eindeutig zu identifizieren. Einer Ressource können dabei mehrere URNs zugewiesen werden.
Man kann eine URN mit dem Namen einer Person vergleichen, wohingegen eine URL deren Adresse darstellt: Eine URN sagt aus, um wen oder was es sich handelt, während eine URL sagt, wo (an welchem Ort) sich das Objekt (die Ressource) befindet.
URNs und URLs können sich also gegenseitig ergänzen: Man könnte beispielsweise über ein RFC sagen: „Das RFC urn:ietf:rfc:3187 (URN) befindet sich hier: (URL).“
Da URNs (im Gegensatz zu URLs) unabhängig vom Ort oder anderen Charakteristika der Ressource sind, kann ein URN beibehalten werden, selbst wenn sich der Ort einer Ressource ändert. Umgekehrt muss einer anderen Ressource ein neuer URN zugewiesen werden, auch wenn diese am gleichen Ort abgelegt wird.
Ferner ist denkbar, dass einer physischen Ressource mehrere logische Ressourcen und somit auch mehrere URNs zugewiesen werden. So könnte die Ausgabe 01/2004 einer Zeitschrift (physische Ressource) sowohl unter dem URN für die „aktuelle Ausgabe“ als auch für die „spezielle Ausgabe 01/2004“ (der von einer ISSN-Erweiterung namens SICI abgeleitet sein kann) verfügbar sein.
Umgekehrt kann ein URN auch eine Sammelbezeichnung für mehrere Ressourcen sein, z. B. könnte ein URN (der von einer ISSN abgeleitet sein könnte) alle Ausgaben einer Zeitschrift bezeichnen.

## Auflösung
Da URNs (anders als URLs) eine Ressource dadurch identifizieren, dass sie sie eindeutig benennen, und nicht dadurch, dass sie eindeutig beschreiben, wo sich die Ressource befindet, können Ressourcen anhand von URNs nicht so einfach aufgelöst werden, wie es beispielsweise bei URLs mithilfe von DNS der Fall ist. Die Internet Engineering Task Force schlägt für die Auflösung von URNs die Nutzung des Dynamic Delegation Discovery Systems (DDDS) vor.
URNs können also nicht direkt aufgerufen werden. Vielmehr müssen sie erst in URLs oder andere URIs übersetzt werden. Diese müssen nicht notwendigerweise direkt die gesuchte Ressource bezeichnen, sondern können auch zu Metadaten oder Bezugsquellen führen.
So ist beispielsweise denkbar, dass ein Benutzer beim Aufruf eines von einer ISBN abgeleiteten URN nicht zum (online möglicherweise nicht verfügbaren) Volltext des Buches, sondern hilfsweise zur Katalogseite seiner (im Browser eingestellten) bevorzugten Online-Buchhandlung gelangt.